# Меморіальний комплекс «Пам'яті героїв Крут»
Меморіал пам'яті героїв Крут — меморіальний комплекс присвячений битві під Крутами 29 січня 1918 року. До його складу входить монумент битви під Крутами, символічна могила-курган, каплиця, озеро у формі хреста, музейна експозиція розміщена в старовинних залізничних вагонах. Меморіал знаходиться біля села Пам'ятне Борзнянського району, Чернігівської області.

## Передісторія
Протягом довгого часу історія подій під Крутами залишалася поза увагою офіційної історіографії СРСР і обростала міфами і вигадками з обох боків. Починаючи від твердження Муравйова, що він два дні відважно бився під Крутами проти відбірних військ УНР під проводом Петлюри, до збільшення кількості загиблих до 500 осіб (або навіть до тисячі в деяких українських емігрантських колах). Насправді Муравйову знадобилося два дні, щоби відремонтувати залізницю і зорганізувати свої сили. Щодо точної кількості загиблих, то офіційного підтвердження їх кількості ще й досі немає. За свідченням учасників подій ймовірно вбито було близько 250—300 осіб з українського боку, але відомі імена тільки тих, що потрапили в полон і були поховані на Аскольдовій могилі в Києві.
У радянські часи полеглих в Крутах кваліфікували як зрадників чи просто замовчували. Студентські могили з Аскольдової гори забрали і спочатку виростили на тому місці парк. Пізніше, після Другої Світової Війни тут поховали радянських вояків, полеглих під час визволення Києва. З часу подій уперше про увічнення пам'яті студентів згадали в 1990-х рр., коли Народний Рух України встановив тут дерев'яний хрест. У 1998-му силами товариства "Броди-Лев" неподалік з'явився курган зі стелою. 

## Створення меморіалу

Монумент битви під Крутами.

Від початку 1990-тих років були плани звести більший, постійний монумент у самих Крутах. Тільки 2000 року архітектор Володимир Павленко серйозно почав займатися проектуванням пам'ятника. 25 серпня 2006 року Меморіал пам'яті героїв Крут на залізничній станції Крути нарешті відкрили з участю Президента Віктора Ющенка. Автор меморіалу, Анатолій Гайдамака, представив пам'ятник як насипаний пагорб заввишки 7 метрів, на якому встановлено 10-метрову червону колону. Червона колона мала нагадувати про подібні колони Київського Університету, звідки були більшість студентів під Крутами. Біля підніжжя пагорба побудовано капличку, а поруч із пам'ятником викопано озеро у формі хреста.
2008 року меморіал доповнили сімома вагонами і відкритою залізничною платформою військового ешелону, які встановлено на рейках по 4 з двох боків. Також встановлено вагони подібні до тих, якими крутянці їхали на фронт. У п'яти вагонах діє експозиція, інші використовують працівники меморіалу.  Президент України Віктор Ющенко також звернувся до Київського міського голови та депутатів Київради з ініціативою увіковічнити пам'ять героїв Крут у назвах проспектів, площ, вулиць, парків, скверів, станцій Київського метрополітену.
Пам'ятник Героям Крут понівечено вандалами у ніч на 21 травня 2007 р., але згодом ретельно поновлено.

## Адреса
Адреса Меморіального комплексу «Пам'яті героїв Крут»:
Чернігівська область, Борзнянський район, Печівська сільрада, село Пам'ятне, вул. Героїв Крут, 38.
Музей працює з 9:00 до 18:00.
Адреса для листування: Дирекція будівництва Меморіального комплексу «Пам'яті героїв Крут», вулиця Коцюбинського, 70; Чернігів, 14000